# Pere Francesc Pisà i Manera
Pere Francesc Pisà i Manera (Ciutat de Mallorca, 1697 - Anvers, Bèlgica, 1765), militar.
Era fill del mercader Antoni Pisà Solivelles. Ingressa`a la carrera militar i arribà a la graduació de tinent mariscal de l'exèrcit de l'emperador Francesc I d'Àustria. Es va haver d'exiliar el 1715 acompanyant el virrei Josep Antoni de Rubí i de Boixadors, marquès de Rubí. Més tard va ser nomenat tinent general i l'any 1724 comte sense territori. El 7 de febrer de 1758 fou ascendit a tinent mariscal de l'emperador Francesc I. Morí el 1765 a Anvers, essent el governador del reial castell d'aquella ciutat.
L'any 1761 fou declarat fill il·lustre de Mallorca i el pintor Francesc Mesquida i Massoni en pintà un retrat, danyat en l'incendi que afectà Cort el febrer de 1894. Fou restituït a través d'una còpia feta per Vicenç Furió Kobs.